# Mã Tổ Đạo Nhất

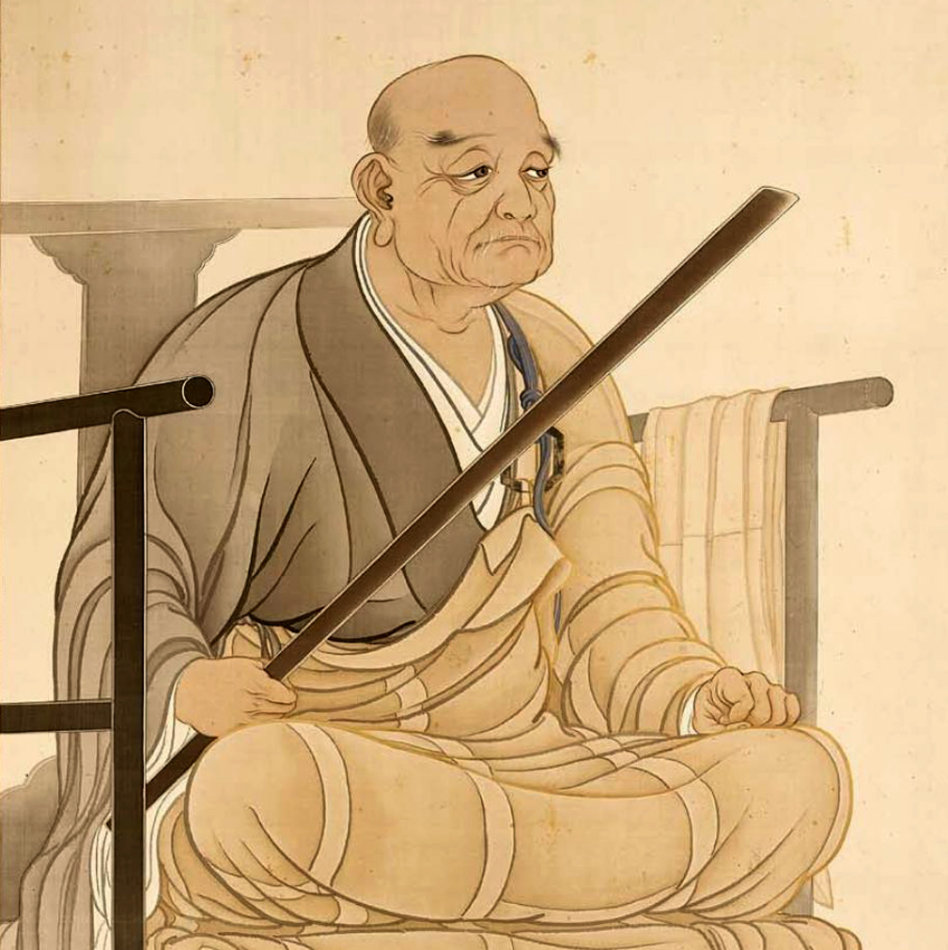
Thiền sư Mã Tổ Đạo Nhất

Mã Tổ Đạo Nhất (zh. măzǔ dàoyī/Ma-tsu Tao-i 馬祖道一, ja. baso dōitsu, 709-788), là một Thiền sư Trung Quốc đời nhà Đường, và là môn đệ và người đắc pháp xuất sắc nhất của Thiền sư Nam Nhạc Hoài Nhượng. Sư có rất nhiều môn đệ đắc đạo như Bách Trượng Hoài Hải, Nam Tuyền Phổ Nguyện, Đại Mai Pháp Thường, Đại Châu Huệ Hải, Tây Đường Trí Tạng, Trí Thường Quy Tông, Ma Cốc Bảo Triệt, Bàn Sơn Bảo Tích... Sư cùng Thiền sư Thạch Đầu Hi Thiên là hai vị pháp chủ đứng đầu Thiền Tông Trung Quốc đương thời và có ảnh hưởng rất sâu rộng đến Thiền Tông sau này.

## Cơ duyên và hành trạng
Sư họ Mã, quê ở huyện Thập Phương. Tương truyền rằng sư có những dấu hiệu đặc biệt của Thánh nhân (Ba mươi hai tướng tốt) như: mắt sáng như hổ và dáng đi như trâu, lưỡi dài chạm mũi và dưới gan bàn chân có hình bánh xe.
Lúc nhỏ, sư vào chùa La Hán xin xuất gia với Hoà thượng Đường ở Từ Châu, sau thụ giới cụ túc ở Du Châu. Sau, sư đến Hoành Nhạc sống viễn li và ngày ngày tu tập thiền định. Cũng tại núi này, sư gặp Thiền sư Nam Nhạc Hoài Nhượng, cùng tham vấn Hoài Nhượng với sư có 6 người, riêng sư được truyền tâm ấn

Sự ngộ đạo và cơ phong siêu việt của Mã Tổ đã được các vị thiền tổ tiên đoán trước:
Tây Thiên Bát-nhã Đa-la huyền ký với Đạt-ma rằng:
- Chấn Đán (Trung Hoa) tuy rộng nhưng không có đường riêng, cần mượn đường dưới chân con cháu mà đi. Vàng khó mở miệng một hạt thóc. Cùng bồi dưỡng La-hán tăng ở mười phương.
Lại Lục Tổ nói với hòa thượng Hoài Nhượng rằng:
- Về sau Phật pháp do bên ông đấy. Ngựa non đạp chết người thiên hạ.
Sau khi ngộ đạo, sư từ biệt Hoài Nhượng rồi bắt đầu xiển dương ở núi Phật Tích ở Kiến Dương, sau đó dời đến Lâm Xuyên, kế đến là Cung Công sơn ở Nam Khang. Niên hiệu Đại Tịch, sư trụ trì ở chùa Khai Nguyên tại Chung Lăng. Nguyên soái Lộ Tự Cung nghe nói danh sư rất mến mộ, tự mình lãnh hội tông chỉ, do đó học giả bốn phương đua nhau đến tham vấn, tụ hội dưới tòa.
Cảnh Đức Truyền đăng lục kể câu chuyện sau về cách hoằng hoá của sư và Thạch Đầu Hi Thiên (Thích Thanh Từ dịch):
Đặng Ẩn Phong đến từ biệt sư. Sư hỏi đi đâu, Ẩn Phong nói đi gặp Thạch Đầu. sư nói: "Đường Thạch Đầu trơn." Ẩn Phong nói có cây gậy tuỳ thân, không sao. Ẩn Phong đến gặp Thạch Đầu, dộng cây gậy xuống đất hỏi: "Ấy là tông chỉ gì?" Thạch Đầu nói: "Trời xanh! Trời xanh!" Ẩn Phong không biết trả lời sao, về thuật lại cho sư. Sư khuyên Ẩn Phong trở lại Thạch Đầu, nếu Thạch Đầu lại nói "Trời xanh" thì chỉ nên khịt mũi "Hư! Hư!". Ẩn Phong nghe lời, đến Thạch Đầu, dộng gậy, lại hỏi như trước. Lần này Thạch Đầu chỉ khịt mũi "Hư! Hư!" Ẩn Phong không đáp được, lại trở về thuật lại, sư nói: "Ta đã bảo ngươi đường Thạch Đầu trơn."
Có vị tăng đến hỏi sư: "Thế nào được ngộ Đạo?" sư đáp: "Ta sớm chẳng ngộ Đạo." Tăng lại hỏi: "Thế nào là ý Tổ sư từ Ấn Độ sang?" sư liền nắm cây gậy đập và nói: "Nếu ta không đánh ngươi, các nơi sẽ chê ta."
Lịch sử Thiền tông còn nhắc nhở những câu trả lời đặc biệt của Mã Tổ về "Phật là gì?". Những cuộc pháp chiến lừng danh của sư với cư sĩ Bàng Uẩn được ghi lại trong Bàng cư sĩ ngữ lục. Các mẫu chuyện về Mã Tổ phần lớn được ghi trong Giang Tây Đạo Nhất Thiền sư ngữ lục.
Sư có 139 đệ tử đắc pháp, mỗi người đều là tông chủ của một phương, phương tiện thiện xảo rất mạnh mẽ.

## Ảnh hưởng cho Thiền tông
Sau Lục tổ Huệ Năng, sư là người đã đem lại cho Thiền Trung Quốc một sắc thái đặc biệt. Sư chuyên sử dụng những phương pháp quái dị để dạy học trò như tiếng quát, im lặng, dựng phất tử, hay thình lình đánh gậy. Có khi sư xô học trò xuống đất, vặn mũi bứt tóc, tung ra những câu hỏi bất ngờ và cho những câu trả lời mâu thuẫn. Mục đích của mọi hành động này là kéo thiền sinh ra khỏi mọi thói quen lý luận, dùng những cú sốc mạnh mẽ để giúp học trò khỏi vòng vây bọc của khái niệm, để sau đó có một kinh nghiệm Giác ngộ trực tiếp.
Sức giáo hoá của sư đã để lại cho đời 139 đệ tử được truyền ấn. Mã Tổ được nhắc đến trong công án thứ 30 và 33 của Vô môn quan và công án thứ 3, 53 và 57 của Bích nham lục. Hậu thế vì quý trọng sư quá nên gọi là Mã Tổ, tức là vị Tổ họ Mã. sư cũng được tuyên xưng là Giang Tây Pháp chủ.

## Thị tịch
Trong tháng giêng năm Trinh Nguyên thứ tư (788), sư lên núi Thạch Môn ở Kiến xương, đi kinh hành, thấy hang hốc bằng phẳng, gọi thị giả nói rằng: "Thân hư hoại của ta tháng tới sẽ về chỗ này". Nói xong thì sư về, sau đó sư có bệnh nặng. Viện chủ đến hỏi: "Hòa thượng gần ngày, sức khỏe như thế nào?", Sư nói: "Mặt trời Phật, mặt trăng Phật". Công án này khá bí hiểm và gây đối với nhiều hành giả Thiền tông đời sau. Về sau, nó được đưa vào tắc thứ 3 của Bích Nham Lục, Thiền sư Tuyết Đậu Trọng Hiển đã đưa ra kiến giải của mình về công án này.
Ngày mùng 1 tháng 2 năm 788, sư tắm rửa rồi ngồi kiết già nhập diệt. Đến năm Nguyên Hòa, vua ban hiệu là Đại Tịch Thiền sư, tháp thờ hiệu là Đại Trang Nghiêm.